# Wormser Ruderclub Blau-Weiß von 1883
Der Wormser Ruderclub „Blau-Weiß“ von 1883 ist ein Sportverein aus der Stadt Worms in Rheinland-Pfalz. Er ist Mitglied im Deutschen Ruderverband sowie im Ruderverband Rheinhessen.

## Geschichte
Der Verein wurde am 8. März 1947 als Wormser Ruderclub „Blau-Weiß“ gegründet und verschmolz am 12. Mai 2006 mit der Rudergesellschaft Worms 1883 und trägt seitdem seinen heutigen Namen. Ursprünglich stellte der neue Verein aus 1947 eine Neugründung von Mitgliedern der beiden älteren Wormser Vereine (Rudergesellschaft von 1883 und Ruderverein von 1911) dar.
Ausgangspunkt des heutigen Standortes war das Jahr 1947, als der Ruderclub Worms e. V. (RCW) die Rechtsnachfolge der nach Kriegsende verbotenen zwei Wormser Rudervereine antrat und sein Bootshaus an der Wormser Rheinpromenade bezog. Mitte der 1950er Jahre folgten die Reaktivierung der RG Worms von 1883 sowie ein Rechtsstreit um Gelände und Bootshaus, das letztlich durch die Rudergesellschaft abgebaut und auf der hessischen Rheinseite wieder aufgebaut wurde. Fortan existierten zwei Rudervereine in Worms. 2006 fusionierten beide Vereine, um sportlich die Kräfte zu bündeln. Es entstand der Wormser Ruderclub „Blau-Weiß“ von 1883 als einziger verbleibender Verein in Worms. Dieser zählt derzeit nach eigenen Angaben etwa 425 Mitglieder und ist damit einer der größten Rudervereine in Rheinland-Pfalz.

## Erfolge
1949 gewannen Helmut Herdel und Hans Götz vom Wormser Ruderclub „Blau-Weiß“ beim Deutschen Meisterschaftsrudern im Doppelzweier, im Jahr darauf siegte Hans Götz mit Walter Gramlich. 1969 und 1971 belegte der Vierer mit Steuermann des Vereins jeweils den zweiten Platz bei den Deutschen Meisterschaften. Joachim Wienstroer gewann 1969 mit dem Deutschland-Achter die Bronzemedaille bei den Ruder-Europameisterschaften. Der Leichtgewichtsruderer Peter Uhrig gewann 1991 bei den Deutschen Meisterschaften im Leichtgewichts-Einer. Er wurde 1989 zudem Weltmeister im leichten Doppelvierer und nahm 1992 und 1996 an den Olympischen Sommerspielen teil.